# Sebertia
Sebertia is een geslacht van bomen uit de familie Sapotaceae. Ze komen voor in de tropen. Een nauw verwant geslacht is  Niemeyera
Soorten:

- Sebertia acuminata Pierre ex Baill.
- Seberia gatopense  (Guillaumin) Aubrev.